# Armand Desmet (Judoka)
Armand Desmet (* 15. September 1941 in Clichy-sous-Bois) ist ein ehemaliger französischer Judoka, der 1967 Europameister war.
Armand Desmet kämpfte bis 1964 im Leichtgewicht bis 68 Kilogramm, 1964 war er hinter André Bourreau Zweiter bei den französischen Meisterschaften. Nach der Neuordnung der Gewichtsklassen trat er im Halbmittelgewicht an, der Gewichtsklasse bis 70 Kilogramm. 1966 und 1967 war er französischer Meister. Bei den Europameisterschaften 1967 in Rom besiegte er im Finale den Niederländer Eddy van der Pol.